# UEFA-Spieler des Jahres
Der UEFA-Spieler des Jahres (englisch UEFA Men’s Player of the Year; bis 2016 UEFA Best Player in Europe), oftmals auch als Europas Fußballer des Jahres bezeichnet, war eine jährliche Auszeichnung für den besten Fußballspieler eines europäischen Vereins. Sie wurde von 2011 bis 2023 von der UEFA in Zusammenarbeit mit European Sports Media verliehen. 2013 wurde auch erstmals die UEFA-Spielerin des Jahres (englisch UEFA Women’s Player of the Year; bis 2016 UEFA Best Women’s Player in Europe) gekürt.
Die Preisverleihung fand Ende August jedes Jahres im Rahmen der Auslosung der Gruppenphase der Champions League im Grimaldi Forum in Monaco statt. Bewertet werden die Leistungen der Spieler und Spielerinnen in der jeweiligen Vorsaison in allen nationalen und kontinentalen Wettbewerben. Die Wahl gewannen häufig Spieler und Spielerinnen, die zuvor individuell und mit ihrer Mannschaft bei UEFA-Wettbewerben erfolgreich waren. So wurden bei den Männern bei allen 13 Wahlen die Gewinner zuvor Champions-League-Sieger und/oder Europameister. Bei den Frauen wurden bei 8 von 11 Wahlen die Gewinnerinnen zuvor Champions-League-Siegerin oder Europameisterin. 2023 wurde die Verleihung eingestellt, da die UEFA mit France Football eine Partnerschaft bezüglich des Ballon d’Or einging.

## Entstehung und Einstellung
Die Auszeichnung entstand auf Anregung von UEFA-Präsident Michel Platini, der die Tradition zur Wahl von Europas Fußballer des Jahres wiederbeleben wollte, die seit 1956 unter der offiziellen Bezeichnung Ballon d’Or von der französischen Fußballzeitschrift France Football durchgeführt wurde. Nachdem bereits ab 2007 auch Spieler von Vereinen außerhalb Europas zur Wahl standen und die Auszeichnung 2010 mit der Wahl zum FIFA-Weltfußballer des Jahres der FIFA zum FIFA Ballon d’Or verschmolz, hatte es keine Wahl mehr gegeben, die ausschließlich in Europa spielende Fußballer berücksichtigt. Die Nationalität der Spieler spielt aber auch bei dieser Auszeichnung keine Rolle. Am 25. August 2011 wurde der Preis im Rahmen der Gruppenauslosung der UEFA Champions League 2011/12 erstmals verliehen. Damit ersetzte diese neue Auszeichnung zugleich die bisherigen UEFA Club Football Awards, die neben dem besten Spieler auch die besten Torhüter, Abwehrspieler, Mittelfeldspieler, Stürmer und Trainer (bis 2006) der vergangenen Champions-League-Saison ehrten. Seit 2013 wurde zusätzlich die beste Spielerin geehrt.
Im November 2023 ging die UEFA eine Partnerschaft mit France Football bezüglich des Ballon d’Or ein. Dort wird die UEFA „ihre Fußballexpertise einbringen, die weltweiten kommerziellen Rechte vermarkten und die jährliche Galaveranstaltung organisieren“. Dafür stellt die UEFA den Preis ein und konzentriert sich im Rahmen der UEFA Club Football Awards auf den besten Spieler der Champions League. Nach Ansicht der UEFA spiele der beste Spieler der Welt ohnehin stets in einer europäischen Liga.

## Vergabemodus
Der Sieger wurden von einer Jury aus Sportjournalisten gewählt, die jeweils einen der UEFA-Mitgliedsstaaten (bis 2013: 53 Staaten, bis 2015: 54, seit 2016: 55) repräsentierten. Jeder Journalist reichte zunächst eine Liste von fünf Spielern ein. Der Erstgenannte erhielt fünf Punkte, der Zweite vier Punkte usw. Die zehn Spieler mit den meisten Punkten erreichten die Shortlist. In der zweiten Wahlrunde wählten die Journalisten aus diesen zehn Nominierten jeweils ihre drei Favoriten. Aus den drei Spielern mit den meisten Punkten kürten die Journalisten dann am Tag der Ehrung per Knopfdruck live den Gewinner.
Bei den Frauen wähtlen jeweils die Trainer der Viertelfinalisten der letztjährigen UEFA Women’s Champions League ihre Favoritinnen. Hat im Jahr der Wahl auch eine WM oder EM stattgefunden waren zusätzlich alle Trainer der teilnehmenden europäischen Mannschaften wahlberechtigt. Dabei erstellten die Trainer jeweils eine Liste ihrer fünf Favoritinnen, die absteigend mit fünf Punkten bis einem Punkt bewertet wurden. Aus dieser Wahl wurde die Kurzliste aus den zehn besten Spielerinnen erstellt. Die Wahl lief dann analog zu der der Männer. Von der Kurzliste wählten ausgewählte internationale Journalisten (2013: 18, 2014: 12) ihre drei Favoritinnen, aus denen dann die Top 3 erstellt und schließlich in der Endabstimmung die Siegerin gewählt wurde.

## Liste der Preisträger

### Männer
- Gelb: gleichzeitige Auszeichnung durch France Football mit dem Ballon d’Or als „Weltfußballer des Jahres“, gleichzeitige Auszeichnung von France Football und FIFA mit dem FIFA Ballon d’Or (2010 bis 2015)
- Grün: gleichzeitige Auszeichnung durch die FIFA als FIFA-Weltfußballer des Jahres
- fett: höchstes Wahlergebnis.

| Jahr | Sieger                | Verein                | Ergebnis | UEFA-Titel vor Wahl                                                  | Zweiter                        | Dritter           |
| ---- | --------------------- | --------------------- | -------- | -------------------------------------------------------------------- | ------------------------------ | ----------------- |
| 2011 | Lionel Messi          | FC Barcelona          | 73,6 %   | Champions-League-Sieger 2011 + Torschützenkönig                      | Xavi                           | Cristiano Ronaldo |
| 2012 | Andrés Iniesta        | FC Barcelona (2)      | 35,8 %   | Europameister 2012                                                   | Lionel Messi Cristiano Ronaldo |                   |
| 2013 | Franck Ribéry         | FC Bayern München     | 67,9 %   | Champions-League-Sieger 2013                                         | Lionel Messi                   | Cristiano Ronaldo |
| 2014 | Cristiano Ronaldo     | Real Madrid           | 50,0 %   | Champions-League-Sieger 2014 + Torschützenkönig                      | Manuel Neuer                   | Arjen Robben      |
| 2015 | Lionel Messi (2)      | FC Barcelona (3)      | 90,7 %   | Champions-League-Sieger 2015 + Torschützenkönig                      | Luis Suárez                    | Cristiano Ronaldo |
| 2016 | Cristiano Ronaldo (2) | Real Madrid (2)       | 72,7 %   | Champions-League-Sieger 2016 + Torschützenkönig + Europameister 2016 | Antoine Griezmann              | Gareth Bale       |
| 2017 | Cristiano Ronaldo (3) | Real Madrid (3)       | 65,8 %   | Champions-League-Sieger 2017 + Torschützenkönig                      | Lionel Messi                   | Gianluigi Buffon  |
| 2018 | Luka Modrić           | Real Madrid (4)       | 46,7 %   | Champions-League-Sieger 2018                                         | Cristiano Ronaldo              | Mohamed Salah     |
| 2019 | Virgil van Dijk       | FC Liverpool          | 52,0 %   | Champions-League-Sieger 2019                                         | Lionel Messi                   | Cristiano Ronaldo |
| 2020 | Robert Lewandowski    | FC Bayern München (2) | 53,2 %   | Champions-League-Sieger 2020 + Torschützenkönig                      | Kevin De Bruyne                | Manuel Neuer      |
| 2021 | Jorginho              | FC Chelsea            |          | Champions-League-Sieger 2021 + Europameister 2021                    | Kevin De Bruyne                | N’Golo Kanté      |
| 2022 | Karim Benzema         | Real Madrid (5)       | 49,7 %   | Champions-League-Sieger 2022 + Torschützenkönig                      | Kevin De Bruyne                | Thibaut Courtois  |
| 2023 | Erling Haaland        | Manchester City       |          | Champions-League-Sieger 2023 + Torschützenkönig                      | Lionel Messi                   | Kevin De Bruyne   |

### Frauen
- Gelb: gleichzeitige Auszeichnung durch France Football mit dem Ballon d’Or féminin als „Weltfußballerin des Jahres“ (seit 2018)
- Grün: gleichzeitige Auszeichnung durch die FIFA als FIFA-Weltfußballerin des Jahres
- fett: höchstes Wahlergebnis

| Jahr | Siegerin            | Verein               | Ergebnis | UEFA-Titel vor Wahl                                 | Zweite           | Dritte             |
| ---- | ------------------- | -------------------- | -------- | --------------------------------------------------- | ---------------- | ------------------ |
| 2013 | Nadine Angerer      | 1. FFC Frankfurt     | 55,6 %   | Europameisterin 2013                                | Lena Goeßling    | Lotta Schelin      |
| 2014 | Nadine Keßler       | VfL Wolfsburg        | 75,0 %   | Champions-League-Siegerin 2014                      | Martina Müller   | Nilla Fischer      |
| 2015 | Célia Šašić         | 1. FFC Frankfurt (2) | 61,1 %   | Champions-League-Siegerin 2015 + Torschützenkönigin | Amandine Henry   | Dzsenifer Marozsán |
| 2016 | Ada Hegerberg       | Olympique Lyon       | 65,0 %   | Champions-League-Siegerin 2016 + Torschützenkönigin | Amandine Henry   | Dzsenifer Marozsán |
| 2017 | Lieke Martens       | FC Rosengård         | 42,6 %   | Europameisterin 2017                                | Pernille Harder  | Dzsenifer Marozsán |
| 2018 | Pernille Harder     | VfL Wolfsburg (2)    | 51,0 %   | –                                                   | Ada Hegerberg    | Amandine Henry     |
| 2019 | Lucy Bronze         | Olympique Lyon       | 46,8 %   | Champions-League-Siegerin 2019                      | Ada Hegerberg    | Amandine Henry     |
| 2020 | Pernille Harder (2) | VfL Wolfsburg (3)    | 45,8 %   | –                                                   | Wendie Renard    | Lucy Bronze        |
| 2021 | Alexia Putellas     | FC Barcelona         | 37,9 %   | Champions-League-Siegerin 2021                      | Jennifer Hermoso | Lieke Martens      |
| 2022 | Alexia Putellas (2) | FC Barcelona (2)     | 42,5 %   | Champions-League-Torschützenkönigin 2022            | Beth Mead        | Lena Oberdorf      |
| 2023 | Aitana Bonmatí      | FC Barcelona (3)     |          | Champions-League-Siegerin 2023                      | Sam Kerr         | Olga Carmona       |

## Abstimmungsergebnisse und Nominierte

### Männer
Bei der ersten Wahl 2011 erhielt Lionel Messi (Argentinien, FC Barcelona) in der Endabstimmung 39 der 53 Stimmen; Xavi (Spanien, FC Barcelona) erhielt elf, Cristiano Ronaldo (Portugal, Real Madrid) drei Stimmen. Auf den Plätzen vier bis zehn folgten Andrés Iniesta (Spanien, FC Barcelona), Falcao (Kolumbien, FC Porto), Wayne Rooney (England, Manchester United), Nemanja Vidić (Serbien, Manchester United), Zlatan Ibrahimović (Schweden, AC Mailand), Gerard Piqué (Spanien, FC Barcelona) und Manuel Neuer (Deutschland, FC Schalke 04).
Bei der Wahl 2012 am 30. August 2012 erhielt Iniesta in der Endabstimmung 19 der 53 Stimmen; auf Messi und Cristiano Ronaldo entfielen jeweils 17 Stimmen. In der Top 10 landeten außerdem Andrea Pirlo (Italien, Juventus Turin), Xavi, Iker Casillas (Spanien, Real Madrid), Didier Drogba (Elfenbeinküste, FC Chelsea), Petr Čech (Tschechien, FC Chelsea), Falcao (nun Atlético Madrid) und Mesut Özil (Deutschland, Real Madrid).
Bei der Wahl 2013 siegte Franck Ribéry (Frankreich, FC Bayern München) mit 36 Stimmen vor Messi mit 14 und Cristiano Ronaldo mit drei Stimmen. Auf den Plätzen folgten Arjen Robben (Niederlande, FC Bayern München), Robert Lewandowski (Polen, Borussia Dortmund), Thomas Müller (Deutschland, FC Bayern München), Bastian Schweinsteiger (Deutschland, FC Bayern München), Gareth Bale (Wales, Tottenham Hotspur), Ibrahimović (nun Paris Saint-Germain) und Robin van Persie (Niederlande, Manchester United).
Bei der Wahl 2014 gewann Cristiano Ronaldo mit 26 Stimmen vor Manuel Neuer (nun FC Bayern München) mit 19 und Robben mit neun Stimmen. Die Plätze vier bis zehn belegten Thomas Müller, Philipp Lahm (Deutschland, FC Bayern München), Messi, James Rodríguez (Kolumbien, AS Monaco), Luis Suárez (Uruguay, FC Liverpool), Ángel Di María (Argentinien, Real Madrid) und Diego Costa (Spanien, Atlético Madrid). Messi verpasste dabei erstmals seit dem Jahr 2006 die Top-3-Platzierung bei einer Wahl zu Europas oder zum FIFA-Weltfußballer des Jahres.
2015 siegte Lionel Messi mit dem bisher höchsten Wahlergebnis von 49 von 54 Stimmen (90,7 %) vor Suárez (nun FC Barcelona) mit drei Stimmen und Cristiano Ronaldo, der zwei Stimmen erhielt. Auf den Plätzen vier bis zehn lagen Gianluigi Buffon (Italien, Juventus Turin), Neymar (Brasilien, FC Barcelona), Eden Hazard (Belgien, FC Chelsea), Andrea Pirlo (Italien, Juventus Turin), Arturo Vidal (Chile, Juventus Turin), Carlos Tévez (Argentinien, Juventus Turin) und Paul Pogba (Frankreich, Juventus Turin).
Bei der Wahl 2016 gewann Cristiano Ronaldo mit 40 Stimmen vor Antoine Griezmann (Frankreich, Atlético Madrid) mit acht und Bale (Real Madrid) mit sieben Stimmen. Auf Rang vier wurde Luis Suárez gewählt, dahinter folgen Messi, Buffon, Pepe (Portugal, Real Madrid), Neuer, Toni Kroos (Deutschland, Real Madrid) und Thomas Müller.
2017 siegte Cristiano Ronaldo mit 482 Punkten vor Messi mit 141 Punkten und Buffon mit 109 Punkten. Auf den Plätzen vier bis zehn folgen Luka Modrić (Kroatien, Real Madrid), Kroos, Paulo Dybala (Argentinien, Juventus Turin), Sergio Ramos (Spanien, Real Madrid), Kylian Mbappé (Frankreich, AS Monaco), Robert Lewandowski (nun FC Bayern München) und Ibrahimović (nun Manchester United).
Modrić gewann die Wahl 2018 mit 313 Punkten vor Cristiano Ronaldo mit 223 Punkten und Mohamed Salah (Ägypten, FC Liverpool) mit  134 Punkten. Dahinter folgen auf den Plätzen Griezmann, Messi, Mbappé (nun Paris Saint-Germain), Kevin De Bruyne (Belgien, Manchester City), Raphaël Varane (Frankreich, Real Madrid), Hazard und Ramos.
Bei der Wahl 2019 gewann mit Virgil van Dijk (Niederlande, FC Liverpool) erstmals ein Verteidiger diese Auszeichnung. Er siegte mit 305 Punkten vor Messi mit 207 Punkten und Cristiano Ronaldo (Portugal, Juventus Turin) mit 74 Punkten. Auf den weiteren Plätzen: Alisson (Brasilien, FC Liverpool), Sadio Mané (Senegal, FC Liverpool), Salah, Hazard, Matthijs de Ligt (Niederlande, Ajax Amsterdam), Frenkie de Jong (Niederlande, Ajax Amsterdam) und Raheem Sterling (England, Manchester City).
2020 siegte Robert Lewandowski (Bayern München) mit 477 Stimmen deutlich vor Kevin De Bruyne (90, Manchester City) und Manuel Neuer (66, ebenfalls Bayern München). Vierter wurden gemeinsam Lionel Messi (FC Barcelona) und Neymar (Paris St. Germain), die beide 53 stimmen erhielten.

### Frauen
2013 siegte bei der Frauenwahl Nadine Angerer (Deutschland, 1. FFC Frankfurt) mit 10 Stimmen. Lena Goeßling (Deutschland, VfL Wolfsburg) erhielt sechs, Lotta Schelin (Schweden, Olympique Lyon) zwei Stimmen. Die Plätze vier bis zehn belegten Nadine Keßler (Deutschland, VfL Wolfsburg), Verónica Boquete (Spanien, Tyresö FF), Caroline Seger (Schweden, Tyresö FF), Nilla Fischer (Schweden, Linköpings FC/VfL Wolfsburg), Célia Okoyino da Mbabi (Deutschland, SC 07 Bad Neuenahr/1. FFC Frankfurt), Wendie Renard (Frankreich, Olympique Lyon) und Louisa Nécib (Frankreich, Olympique Lyon).
In der Top 3 für die Wahl 2014 standen drei Spielerinnen des VfL Wolfsburg. Keßler gewann die Wahl vor Martina Müller (Deutschland) und Fischer. In den Top Ten standen zudem Goeßling, Boquete, Schelin, Marta (Brasilien, Tyresö FF), Alexandra Popp (Deutschland, VfL Wolfsburg), Seger und Christen Press (USA, Tyresö FF). Nach der ersten Wahlrunde war aufgrund von Stimmengleichheit auch noch Lena Lotzen (Deutschland, FC Bayern München) in der Auswahl.
Am 27. August 2015 fand auch die Entscheidung über die Vergabe der Auszeichnung zwischen Amandine Henry (Frankreich, Olympique Lyon) sowie den beiden Deutschen vom 1. FFC Frankfurt, Dzsenifer Marozsán und Célia Šašić statt. Šašić gewann mit 11 Stimmen vor Henry (vier Stimmen) und Marozsán (drei Stimmen). Den vierten Platz teilten sich Boquete (nun 1. FFC Frankfurt) und Anja Mittag (Deutschland, FC Rosengård). Die Plätze sechs bis neun belegten Eugénie Le Sommer (Frankreich, Olympique Lyon), Ramona Bachmann (Schweiz, FC Rosengård), Wendie Renard (Frankreich, Olympique Lyon) und Seger (nun Paris Saint Germain). Den zehnten Platz teilten sich Angerer (Deutschland, Portland Thorns FC) und Simone Laudehr (Deutschland, 1. FFC Frankfurt), auf Platz zwölf lag Popp. Es waren zwölf Spielerinnen für die zweite Runde nominiert, da nach der ersten Runde drei Spielerinnen punktgleich auf dem zehnten Platz lagen.
Ada Hegerberg (Norwegen, Olympique Lyon) siegte 2016 mit dem bisher höchsten Wahlergebnis von 65 % vor Henry und Marozsán. 2017 siegte Lieke Martens (Niederlande, FC Barcelona) mit 42,2 % vor Pernille Harder (Dänemark, VfL Wolfsburg) und Marozsán. Harder gewann 2018 vor Hegerberg und Henry. Lucy Bronze siegte 2019 ebenfalls vor Hegerberg und Henry.